# Giorno aliturgico
È aliturgico un giorno nel quale non è permesso di celebrare l'Eucaristia. Il più delle volte però si può distribuire la santa comunione con un rito che in alcune tradizioni si chiama dei presantificati, cioè di elementi consacrati un giorno o più precedentemente.

## Rito romano
Nel rito romano ci sono solo due giorni aliturgici: Venerdì santo e Sabato santo.
Del Venerdì santo il Messale romano dice: "In questo giorno e nel seguente, la Chiesa, per antichissima tradizione, non celebra nessun sacramento, a eccezione della Penitenza e dell'Unzione degli infermi. Oggi la santa comunione si distribuisce ai fedeli solo durante la celebrazione della Passione del Signore; ai malati, che non possono partecipare a questa celebrazione, si può portare a qualunque ora del giorno".
Nella celebrazione della Passione del Signore il Venerdì santo vengono portate le Ostie consacrate la sera prima. Quindi il sacerdote introduce il Padre nostro e alcune poche orazioni, riceve la Comunione e la distribuisce al popolo. Quasi identica è la celebrazione secondo il Messale Romano del 1962, mentre secondo le edizioni anteriori, precedenti alla riforma della Settimana Santa del 1955, si usa una sola grande ostia consacrata nella messa di Giovedì santo, si compiono all'altare alcune delle cerimonie solitamente compiute all'offertorio della messa, fra le quali il versamento del vino e di un po' d'acqua nel calice, poi messo sull'altare. Dopo questo il sacerdote dice l'invocazione Orate fratres, compreso l'inciso meum ac vestrum sacrificium, e, senza attendere alcuna risposta, recita da solo il Padre nostro e l'embolismo Libera nos, quaesumus. Rompe poi l'ostia in tre parti, delle quali mette la più piccola nel calice del vino, consuma le due maggiori parti e poi il calice del vino non consacrato insieme alla piccola parte dell'ostia consacrata, purifica il calice e il pollice e l'indice di entrambe le mani, dicendo silenziosamente la solita breve preghiera che accompagnava tale azione e, immediatamente dopo, parte dal presbiterio con i ministri. Solo il sacerdote riceve la santa comunione.
Il Messale romano afferma: "Il Sabato Santo la Chiesa sosta presso il sepolcro del Signore, meditando la sua passione e la sua morte, nonché la discesa agli inferi, e aspettando la sua risurrezione nella preghiera e nel digiuno. Spogliata la sacra mensa, la Chiesa si astiene dal sacrificio della Messa fino alla solenne Veglia o attesa notturna della risurrezione. L'attesa allora lascia posto alla gioia pasquale, che nella sua pienezza si protrae per cinquanta giorni. In questo giorno la santa comunione si può dare solo sotto forma di Viatico".

## Rito ambrosiano
Nel rito ambrosiano tutti i venerdì della Quaresima sono aliturgici, chiamati anche feriae aneucaristicae.

## Rito bizantino
Nel rito bizantino non si celebra normalmente l'eucaristia nei giorni feriali della Quaresima (fa eccezione la festa dell'Annunciazione). La domenica precedente si consacra il pane eucaristico imbevuto (intinzione) con un po' di vino consacrato da consumare in una celebrazione feriale della liturgia dei doni presantificati.